# Samuel Barber
Samuel Osmond Barber (West Chester, Pensilvania, 9 de marzo de 1910-Nueva York, 23 de enero de 1981) fue un compositor estadounidense de música de cámara y orquestal.

## Biografía
Considerado un niño prodigio, comenzó a tocar el piano a los seis años y a componer a los siete. Cursó estudios en el Curtis Institute of Music de Filadelfia (1924-1932), donde estudió piano con Isabelle Vengerova, canto con Emilio de Gogorza y composición con Rosario Scalero.
Algunos compañeros destacados en Curtis fueron Leonard Bernstein y Gian Carlo Menotti, quien se convirtió en su compañero de vida durante más de 40 años (1928-1970). Vivían en Capricornio, una casa al norte de la ciudad de Nueva York, donde solían organizar fiestas con luminarias académicas y musicales. Menotti fue quien realizó el libreto de la ópera más famosa de Barber, Vanessa, estrenada en 1958 en la Metropolitan Opera House de Nueva York. Cuando la relación terminó en 1970, siguieron siendo amigos cercanos hasta la muerte de Barber por cáncer en 1981.
En 1935 se le concedió el premio Pulitzer estudiantil y el premio de la Academia Americana en Roma. En ese mismo año ingresó en la Academia Estadounidense de las Artes y las Letras. Al año siguiente conoció en Roma a Arturo Toscanini y además escribió su Cuarteto para cuerdas en si menor, cuyo segundo movimiento —a sugerencia de Arturo Toscanini— arregló para orquesta de cuerdas, dándole el título de Adagio para cuerdas (Adagio for Strings) y, posteriormente, para coro mixto como Agnus Dei. Estas melancólicas piezas son sin duda alguna sus obras más famosas. Más tarde, en 1938, el propio Toscanini dirigió en Nueva York su Primer ensayo para orquesta y el célebre Adagio para cuerda. De 1939 a 1942 enseñó orquestación en el Curtis Institute; pero fue llamado por el ejército del aire, que le encargó su II Sinfonía. En 1958 se representó su primera ópera, Vanessa, en el Metropolitan Opera House de Nueva York; su éxito le supuso el encargo de una segunda obra lírica, Anthony and Cleopatra, estrenada en septiembre de 1966 con ocasión de la inauguración de la nueva Metropolitan Opera en el Lincoln Center. Se ha estimado sobre todo su obra vocal. Falleció de cáncer en Nueva York en 1981.

## Música
La música de Barber es elegíaca, lírica y refinada. Sin abandonar nunca el ámbito de la tonalidad, utiliza un lenguaje disonante, politonal a veces. Su orquestación, constantemente poética, se caracteriza por hacer cantar a los instrumentos.
Trató de evitar el experimentalismo de otros compositores estadounidenses de su generación, prefiriendo hasta casi el final de su vida ceñirse a formas y armonías musicales relativamente tradicionales. La mayor parte de su obra es exuberantemente melódica y ha sido descrita como neorromántica, a pesar de que en algunos de sus últimos trabajos, particularmente el Tercer Ensayo para Orquesta y la Danza de la Venganza, de Medea, despliega un uso magistral de las percusiones, un mayor vanguardismo y efectos neo-stravinskianos.
Sus canciones, acompañadas por piano u orquesta, se encuentran entre las más populares del repertorio clásico del siglo XX. Entre ellas se incluyen una serie sobre textos de Matthew Arnold (Dover Beach), originalmente escrita para cuarteto de cuerdas y barítono; las Hermit Songs, inspiradas en textos anónimos irlandeses de los siglos VIII al XIII; y Knoxville: Summer of 1915, escritas para la soprano Eleanor Steber y basadas en la introducción a A Death in the Family, un texto autobiográfico de James Agee premiado con el Premio Pulitzer de 1957.
Barber poseyó una notable voz de barítono y durante un tiempo consideró la posibilidad de convertirse en cantante profesional. Dejó unas pocas grabaciones, entre ellas una de su propia Dover Beach.
Su Sonata para piano (1949), una composición encargada por Richard Rodgers e Irving Berlin, fue interpretada por primera vez por Vladimir Horowitz, convirtiéndose en la primera gran obra estadounidense para piano estrenada por un pianista internacionalmente reconocido.
Barber compuso igualmente varias óperas; Vanessa, según el libreto de Gian Carlo Menotti fue estrenada en la Metropolitan Opera de Nueva York. Consiguió el éxito tanto crítico como de público, y Barber obtuvo por ella el Premio Pulitzer de 1958. En su estreno en Europa fue recibida con frialdad, por lo que actualmente es poco representada en el Viejo Continente, si bien continúa siendo popular en EE. UU.
Barber produjo varios conciertos para instrumentos solistas y orquesta: uno para violín (finalizado en 1939), uno para violonchelo, un tercero para piano y uno para flauta (un arreglo del anterior concierto de violín). El Concierto para piano y orquesta fue escrito para y estrenado en el Lincoln Center de Nueva York por el pianista John Browning el 24 de septiembre de 1962, con Erich Leinsdorf dirigiendo la Orquesta Sinfónica de Boston. Por él obtuvo el Premio Pulitzer de 1963.
Barber escribió igualmente a comienzos de los años sesenta una obra virtuosística para órgano y orquesta, la Toccata festiva, para el famoso organista E. Power Biggs. La New York Philharmonic le encargó también un concierto para oboe, del que solamente pudo componer su movimiento lento central antes de su muerte.
Entre sus trabajos puramente orquestales, se encuentran sus dos sinfonías de 1936 y 1944, la obertura La escuela del escándalo (1932), tres ensayos para orquesta (1938, 1942 y 1978), así como Fadograph on a Yestern Scene (1973).
Compuso también obras corales de gran envergadura, como las Prayers of Kierkegaard (1954) y The lovers (1971). Prayers of Kierkegaard se basa en los escritos del filósofo existencialista danés Søren Kierkegaard.
Además de la antes mencionada sonata, su repertorio para piano incluye Excursions, Three sketches, Souvenirs y otras varias piezas sencillas.
Aunque Barber nunca fue un compositor prolífico, compuso mucha menos música a raíz del fracaso de su ópera Antonio y Cleopatra. Esta tenía un libreto escrito por el director cinematográfico y de ópera Franco Zeffirelli y había sido comisionada para la apertura en 1966 de la nueva Metropolitan Opera House. La ópera fue recibida de manera más favorable en 1975 cuando fue representada en el escenario más íntimo de la Juilliard School con la colaboración y la dirección escénica de Gian Carlo Menotti.

## Catálogo de obras
| Año     | Opus      | Obra | Tipo de obra                   | Duración |
| 1920    | sin opus  | The rose tree | Música vocal (opereta)         | -        |
| 1923/24 |           | Tree sketches, para piano | Música solista (piano)         | -        |
| 1925/37 | sin opus  | Ten early songs, para voz y piano | Música vocal (piano)           | 20:00    |
| 1927/34 | Opus 02   | Three songs [I. The daisies; II. With Rue my heart is laden; III. Bessie Bobtail], para voz y piano | Música vocal (piano)           | 07:00    |
| 1928/29 | Opus 01   | Serenata, para orquesta de cuerda | Música orquestal               | 10:00    |
| 1931    | Opus 03   | Dover Beach, para voz media y cuarteto de cuerda | Música vocal (instrumentos)    | 09:00    |
| 1931/32 | Opus 04   | Dos interludios para piano (sonata para violín nuevamente destruida o perdida) | Música solista (piano)         | -        |
| 1931/32 | sin opus  | Interludio I (adagio for Jeanne) [obra póstuma], para piano | Música solista (piano)         | 03:00    |
| 1931/32 | Opus 05   | Overture to The School for Scandal, para orquesta | Música orquestal               | 08:00    |
| 1932    | Opus 06   | Sonata para violonchelo y piano | Música instrumental (dúo)      | 19:00    |
| 1933    | Opus 07   | Music for a scene from Shelley | Música incidental              | 08:00    |
| 1934    | sin opus  | Suite for carillón | Música solista                 | -        |
| 1935    | Opus 10/2 | Three songs for orchestra [I. Rain has fallen. II. Sleep now. III. I hear an army] para voz y piano | Música vocal (piano)           | 09:00    |
| 1936    | Opus 08   | Two pieces [I. The virgin martyrs; II. Let down the bars, o Death.] para voces a cappella | Música coral (a capela)        | 04:30    |
| 1936    | Opus 09   | Sinfonía n.º 1 | Música orquestal               | 19:00    |
| 1936    | Opus 11   | Cuarteto de cuerda n.º 1 | Música de cámara               | 17:00    |
| 1937/38 | Opus 11   | Adagio para cuerdas (extracto del Cuarteto op. 11) | Música de cámara               | 08:00    |
| 1937    | Opus 12   | First essay for orchestra [Ensayo para orquesta] | Música orquestal               | 08:00    |
| 1937    | Opus 13   | Four pieces for orchestra [I. A nun takes the veil--heaven-haven (para voces a capela); II. The secrets of the old. - III. Sure on this shining night. - IV. Nocturne] para voz y piano                                   | Música vocal (piano)           | 09:00    |
| 1938    | s. op     | God's grandeur, para coro doble a capela | Música coral (a capela)        | 05:00    |
| 1939    | Opus 14   | Concierto para violín | Música orquestal (concierto)   | 22:00    |
| 1940    | Opus 15   | A stop-watch and an ordenance map, para coro masculino y timbales | Música coral (instrumentos)    | 06:00    |
| 1940    | Opus 16   | Reincarnation [I. Mary Hynes. - II. Anthony O’Daly. - III. The coolin], para coro mixto a capela | Música coral (a capela)        | 08:30    |
| 1942    | Opus 17   | Second Essay for Orchestra | Música orquestal               | 10:00    |
| 1942/44 | Opus 20   | Excursions - cuatro piezas para piano | Música solista (piano)         | 12:00    |
| 1943    | sin opus  | Commando March for Orchestra (o para banda) | Música orquestal               | 04:00    |
| 1943    | Opus 18   | Two Pieces [I.The Queen's Face on the Summery Coin - II. Monks and Raisins], para voz y piano | Música vocal (piano)           | 10:00    |
| 1944    | Opus 19   | Sinfonía n.º 2 (rev. 1947) | Música orquestal               | 27:00    |
| 1944    | Opus 21   | Capricorn Concerto, para flauta, oboe, trompeta y cuerda | Música orquestal (concierto)   | 14:00    |
| 1945    | Opus 22   | Concierto para violonchelo | Música orquestal (concierto)   | 28:00    |
| 1947    | Opus 23   | Medea Ballet Suite | Música escénica (ballet)       | 20:00    |
| 1947    | sin opus  | Medea - Cave of the Heart, ballet | Música escénica (ballet)       | 23:00    |
| 1947    | Opus 24   | Knoxville: summer of 1915, para soprano y orquesta | Música vocal (orquesta)        | 16:00    |
| 1947    | Opus 25   | Nuvoletta, de la novela Finnegans Wake (de James Joyce), para voz y piano | Música vocal (piano)           | 05:00    |
| 1947    | Opus 28   | Cuarteto de cuerda n.º 2 | Música de cámara               | -        |
| 1949    | Opus 26   | Sonata para piano | Música solista (piano)         | 19:00    |
| 1950    | Opus 27   | Mélodies passagères (Rainer Maria Rilke), para voz y piano | Música vocal (piano)           | 12:00    |
| 1951/52 | Opus 28   | Souvenirs. Ballet en 1 acto (hay versiones para piano y para piano a 4 manos) | Música escénica (ballet)       | 19:00    |
| 1953    | Opus 29   | Hermit songs, para voz media y piano (o cuarteto de cuerda) | Música vocal (piano)           | 20:00    |
| 1954    | Opus 30   | Prayers of Kierkegaard, para soprano, coro y orquesta | Música vocal (orquesta)        | 18:00    |
| 1955    | Opus 23a  | Medea’s dance of vengeance | -                              | 14:00    |
| 1956/58 | Opus 32   | Vanessa. Ópera en tres actos | Música escénica (ópera)        | 120:00   |
| 1958    | Opus 34   | Wondrous love (variations on a shape note hymn), para órgano | Música solista (órgano)        | 06:00    |
| 1958    | sin opus  | Vanessa (intermezzo) | Música orquestal               | 04:00    |
| 1959    | Opus 31   | Summer Music, para quinteto de viento | Música de cámara               | 12:00    |
| 1959    | Opus 33   | Nocturno (homenaje a John Fields), para piano | Música solista (piano)         | 04:00    |
| 1959    | Opus 35   | A Hand of Bridge (Gian Carlo Menotti), para 4 voces y orquesta de cámara. Pequeña ópera-comedia | Música escénica (ópera)        | 09:00    |
| 1960    | Opus 36   | Toccata festiva, para órgano y orquesta | Música orquestal (concertante) | 14:00    |
| 1960    | Opus 37   | Díe Natali (chorale preludes for Christmas), para orquesta | Música orquestal               | 16:00    |
| 1962    | Opus 38   | Concierto para piano | Música orquestal (concierto)   | 26:00    |
| 1962    | Opus 39   | Andromache’s farewell, para soprano y orquesta | Música vocal (orquesta)        | 12:00    |
| 1963    | Opus 19a  | Night flight, para orquesta | Música orquestal               | 08:00    |
| 1965    | sin opus  | Easter chorale, para coro, sexteto de metales, timbales y órgano opcional | Música coral (instrumentos)    | 03:00    |
| 1966    | Opus 40   | Antony and Cleopatra (revisado en 1975), ópera | Música escénica (ópera)        | 120:00   |
| 1967    | sin opus  | Lamb of God (arreglo del Adagio para cuerdas), para coro mixto y piano opcional (u órgano) | Música coral (piano)           | 08:00    |
| 1967    | sin opus  | Agnus Dei (arreglo del Adagio para cuerdas (del op. 11, arreglado en 1967), para coro mixto y piano opcional (u órgano)                                                                                                   | Música coral (piano)           | 08:00    |
| 1968    | sin opus  | Mutations from Bach, para ensemble | Música instrumental            | 06:00    |
| 1968    | Opus 42   | Twelfth Night, para voces mixtas a capela (op. 42, n.º 1, 1968) | Música coral (a capela)        | 04:00    |
| 1969    | Opus 41   | Despite and Still, a song cycle (Robert Graves, Theodore Roethke, James Joyce), para voz aguda o media y piano | Música vocal (piano)           | 09:00    |
| 1971    | Opus 43   | The lovers (Pablo Neruda), para barítono, coro mixto y orquesta | Música vocal (orquesta)        | 31:00    |
| 1971    | Opus 44   | Fadograph of a yestern scene, para orquesta | Música orquestal               | 07:00    |
| 1974    | Opus 45   | Three Songs [I. Now I have fed and eaten up the rose. - II. A green lowland of pianos. - III. O boundless, boundless evening.] (Keller, trad. Joyce; Harasymowicz, trad. Milosz; Heym, trad. Middleton), para voz y piano | Música vocal (piano)           | 10:00    |
| 1977    | Opus 46   | Ballade, para piano | Música solista (piano)         | 05:00    |
| 1978    | Opus 47   | Third essay for orchestra | Música orquestal               | 14:00    |
| 1978/81 | Opus 48   | Canzonetta [obra póstuma], para oboe y cuerdas | Música instrumental (dúo)      | 08:00    |

## Discografía seleccionada
- Barber, Samuel: Adagio for Strings, Violin Concerto, Orchestral and Chamber Works. Leonard Slatkin (director), Elmar Oliveira (violín), Saint Louis Symphony Orchestra. EMI Classics, 2005. Contiene el Adagio, The School for Scandal, el Concierto para violín (op. 14) y los tres Ensayos para orquesta. Además, la Sonata para violonchelo (op. 6), Excursions (op. 20), el Nocturno (op. 33), la Summer Music (op. 31) y el arreglo pianístico de Souvenirs.

- Barber, Samuel: Complete published solo piano music. Daniel Pollack (piano). Naxos 8.559015. American Classics, 1998.

- Barber, Samuel: Orchestral Works Volume 1. Marin Aslop (director), Royal Scottish National Orchestra.Naxos 8.559024. Contiene la Primera sinfonía (op. 9), la Segunda sinfonía (op. 19), la obertura The School for Scandal y el primer Ensayo para orquesta (op. 12).

- Barber, Samuel: Orchestral Works Volume 2. Marin Aslop (director), Wendy Warner (chelo), Royal Scottish National Orchestra. Naxos 8.559088, 2001. Contiene el Concierto para violonchelo (op. 22), la suite completa del ballet Medea (op. 23), y el Adagio para orquesta de cuerda (op. 11).

- Barber, Samuel: The Complete Songs. Thomas Hampson (barítono), John Browning (piano), Cheryl Studer (soprano) y Emerson String Quartet. Deutsche Grammophon 459 5062, 2002.

- Barber, Samuel: "Knoxville: Summer of 1915", Eleanor Steber; ""Dover Beach", Dietrich Fischer-Dieskau, "Hermit Songs", Leontyne Price, "Andromache's Farewell", Martina Arroyo, Sony-CBS Masterworks mpk 46727